# Ричмонд (округ, Джорджия)
Ри́чмонд (англ. Richmond County) — округ штата Джорджия, США. Население округа на 2000 год составляло 199 775 человек. Административный центр округа — город Огаста.

## История
Округ Ричмонд основан в 1777 году.

## География
Округ занимает площадь 839.2 км2.

## Демография
Согласно Бюро переписи населения США, в округе Ричмонд в 2000 году проживало 199 775 человек. Плотность населения составляла 238.1 человек на квадратный километр.